# Emmanuel Ayoola
Emmanuel Olayinka Ayoola (* 27. Oktober 1933 in Ilesha, Bundesstaat Osun; † 20. August 2024 in Ibadan) war ein nigerianischer Anwalt und Richter und war Richter am Obersten Gerichtshof von Gambia sowie Nigeria.

## Leben
Ayoola besuchte von 1939 bis 1943 die Temidire Model School und von 1944 bis 1950 die Ilesha Grammar School. Er erwarb einen Bachelor of Laws an der University of London und einen BA in Rechtswissenschaften an der University of Oxford. 1957 wurde er als Anwalt in England am Lincoln’s Inn zugelassen. 1959 wurde er als Barrister und Solicitor am Obersten Gerichtshof von Nigeria zugelassen. Siebzehn Jahre lang übte er eine private Anwaltskanzlei in Ibadan im Bundesstaat Oyo aus.
1976 wurde er zum Richter am Obersten Gerichtshof von Westnigeria und bald darauf zum Richter am Obersten Gerichtshof des Bundesstaates Oyo ernannt. Er war Richter am Berufungsgericht von Gambia (1980–1983) und Oberster Richter von Gambia (1983–1992). 1991 war er Vizepräsident der Weltrichtervereinigung. Er war Präsident des Berufungsgerichts der Seychellen und Richter am Berufungsgericht von Nigeria (1992–1998), Richter am Obersten Gerichtshof von Nigeria (1998–2003) und ging im Oktober 2003 mit Erreichen des vorgeschriebenen 70. Lebensjahres in den Ruhestand.
Anschließend wurde er Vorsitzender der Nationalen Menschenrechtskommission von Nigeria (2003–2005) und Vorsitzender des Arbeitsausschusses für die Überarbeitung der Gesetze der Föderation Nigeria (2000). Der Generalsekretär der Vereinten Nationen ernannte Ayoola zum Präsidenten der Berufungskammer des Sondergerichtshofs für Sierra Leone (2004–2005), der eingerichtet wurde, um die Verantwortlichen für den Bürgerkrieg in Sierra Leone vor Gericht zu stellen. Er wurde 2005 zum Vorsitzenden der Unabhängigen Kommission für Korruptionsbekämpfung (Independent Corrupt Practices Commission, ICPC) ernannt und trat die Nachfolge von Mustapha Akanbi an, der in den Ruhestand ging. Im August 2008 erklärte Ayoola, dass alle Korruptionshandlungen, die die Bemühungen der Regierung im Kampf gegen Korruption behindern, mit einer lebenslangen Freiheitsstrafe ohne Strafminderung geahndet werden sollten.
Er war Herausgeber des Seychelles Law Digest, der Law Reports of the Gambia und der Nigerian Monthly Law Reports.
Ayoola starb im August 2024 im Alter von 90 Jahren.

## Auszeichnungen und Ehrungen
- 1990: Order of the Republic of The Gambia im Rang eines „Commander“ (CRG Honorary)[2]
- 2003: Order of the Niger im Rang eines „Commander“ (CON)[2]